# ハビエル・エルバス
ハビエル・"ハビ"・エルバス・サルモラル（Javier "Javi" Hervás Salmoral, 1989年6月9日 - ）は、スペイン・アンダルシア州コルドバ出身のサッカー選手。ヴェイッカウスリーガ・FCホンカ所属。ポジションはMF。

## 経歴
2011年にコルドバCFでプロキャリアをスタートさせ、2012年1月、セビージャFCに5年契約の120万ユーロで移籍した。2011-12シーズンはレンタル移籍の形でコルドバに残った。セビージャFC退団後の2015年10月7日、Aリーグのブリスベン・ロアーFCと契約を交わしたが、1年で放出されることが決定。翌シーズンからプレミイェル・リーガのFKジェリェズニチャル・サラエヴォに移籍することが発表された。しかしわずか1か月後、CDミランデスに2年契約で移籍した。2018年、フィンランドのFCホンカに移籍した。